# Филезиевые

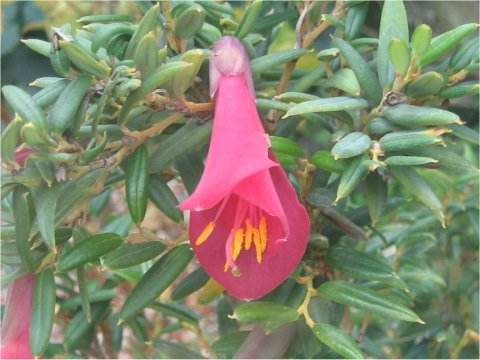
Филезия магелланская (Philesia magellanica)

Филезиевые (лат. Philesiaceae) — семейство цветковых вечнозелёных кустарников или лиан, растущих в южном Чили.
В семействе, согласно современным представлениям, два монотипных рода.
Для растений этого семейства свойственны очень декоративные колокольчатые цветки красной или розовой окраски длиной до 8 см. Опыляют эти цветки колибри. Плоды — ягоды.

## Классификация
Ранее семейство Филезиевые понималось в более широком смысле, в него входило около десяти родов и около пятнадцати видов, но затем из него было выделено семейство Лузуриаговые (Luzuriagaceae), в которое вошли большинство родов и видов, а в семействе Филезиевые остались лишь представители подсемейства Филезиевые (Philesioideae). Согласно системе классификации APG II (2003) оба этих семейства включены в порядок Лилиецветные (Liliales) группы монокоты.

## Роды
- Lapageria Ruiz & Pav. (1802) — Лапажерия (неправильно Лапагерия). Монотипный род. Единственный вид — Лапажерия розовая (Lapageria rosea): многолетняя лиана из лесов Чили. Род назван в честь жены Наполеона французской императрицы Жозефины, урождённой Мари Роз Жозефа Таше де ла Пажери (фр. Marie Rose Joseph Tascher de La Pagerie, 1763—1814). Растение выращивается как декоративное ради розовых или красных колокольчатых цветков длиной до 10 см. Национальный цветок Чили.
- Philesia Comm. ex Juss.(1791) — Филезия. Монотипный род, также из Чили. Единственный вид — Филезия магелланская (Philesia magellanica): вечнозелёный кустарник высотой до 1 м, нередко вьющийся, с мелкими ланцетовидными листьями (снизу белыми) и с колокольчатыми или трубчатыми цветками длиной до 6 см. Растение выращивают ради малиново-розовых очень декоративных цветков.
- Известен межродовый гибрид филезии и лапажерии, ×Philageria veitchii Mast. — Филажерия Вича, — полученный в Англии в 1872 году в садоводстве Вича. Это вечнозелёный кустарник с вьющимися ветвями и розовыми цветами[1].